# Тасси, Агостино
Агостино Тасси (итал. Agostino Tassi, настоящее имя — Агостино Буонамичи (итал. Agostino Buonamici); 22 января 1580, Понцано-Романо, Лацио — 12 марта 1644, Рим) — итальянский художник-декоратор, мастер архитектурной квадратуры, живописец-маньерист, пейзажист и маринист. Ныне более известен как осуждённый за изнасилование молодой художницы Артемизии Джентилески.

## Биография и творчество
Агостино родился в Понцано-Романо близ Рима в семье Доменико, меховщика по профессии, и его жены Анджелы Ченцини из Перуджи. Он был крещён в Риме 3 августа 1578 года. Позднее заявлял, что родился в Риме и взял себе фамилию Тасси, чтобы дать подтверждение придуманной им истории о том, что он был усыновлён маркизом Тасси. Настоящая фамилия его отца, которого также звали Тасси, была, возможно, Кондзори, а не Буонамичи, как сообщает историограф Джован Баттиста Пассери.
Художник утверждал, что около 1594 года он переехал во Флоренцию и четырнадцать лет проработал при дворе Медичи. Но документально это не установлено. Он, безусловно, был в контакте с работами флорентийских театральных декораторов и эфемерной архитектуры, представленных Бернардо Буонталенти, Джулио Париджи и Ремиджо Кантагаллина, но o его обучении нет достаточно достоверных данных. Между 1598 и 1599 годами он вернулся в Рим на несколько месяцев, предположительно работая вместе с фламандским художником Паулем Брилем, от которого он перенял некоторые из своих образов в жанре морских пейзажей. Позднее, в Риме, получив заказ от Папы Павла V, работал вместе с Орацио Джентилески, который, в свою очередь, был ответственен за написание фигур. Oн также утверждал, что совершал морские путешествия, «чтобы увидеть мир».
Возможно, какое-то время он работал в Ливорно, а также во Флоренции. Одним из его последователей или учеников в Ливорно предположительно был Пьетро Чаффери. Считается, что во время своего пребывания во Флоренции, он отбывал наказание в качестве раба на каторжных галерах великого герцога за некое неуказанное преступление. Однако ему было разрешено свободно перемещаться по кораблю. И что ещё более важно, он мог рисовать и писать красками, находясь на галере, а также был снабжён достаточным количеством материалов для выполнения морских пейзажей и изображений портов, кораблей и сцен рыбной ловли.
В Ливорно он расписал длинный фриз хора городского Собора (1602), фасады многих домов на виа Фердинанда и фасад церкви Санта-Джулия (1603). Большинство этих украшений, ныне утерянных, были выполнены с эффектами светотени и представляли сюжеты, связанные с морем, в частности, морские победы рыцарей Святого Стефана против турецких корсаров — необычный выбор для тех лет. Его квадратурные навыки в то время уже были очевидны.
В 1603 году художник женился на Марии Коннодоли, которая в 1610 году сбежала с торговцем из Луккезе. Также в Ливорно он установил прочные отношения с губернатором города Лоренцо Усимбарди, который позже помог ему в его юридических проблемах. В августе 1605 и апреле 1606 года он был в Генуе, куда отправился с сиенским художником Вентурой Салимбени и с Филиппо Франкини. Однако все генуэзские фрески Агостино Тасси утрачены.
Вернувшись в Ливорно, в 1608 году Тасси вместе с Филиппо Паладини и Ремиджо Кантагаллиной принял участие в создании декораций по случаю бракосочетания Козимо II Медичи и Марии Маддалены Австрийской.
Заслужив репутацию специалиста в искусстве перспективы и хорошего художника в области иллюзорной «квадратуры», Тасси работал в этих жанрах над росписью нескольких римских дворцов, включая Квиринальский дворец, Палаццо Паллавичини-Роспильози, Палаццо Памфили и Палаццо Ланчелотти.
В период работы в Риме Агостино Тасси также некоторое время был наставником французского живописца Клода Лоррена Тасси также нанял Лоррена, чтобы тот размалывал пигменты для красок и выполнял всю домашнюю работу. Некоторое время помощником Тасси был начинающий художник Гоффредо Валс. Тасси сотрудничал с болонскими живописцами, трудившимися в те годы в Риме: Гверчино и Доменикино. «Тасси впитал достижения болонцев, а также иностранных художников романистов: Адама Эльсхаймера и Пауля Бриля». В этом он проявил себя как типичный эклектик и маньерист.
Хотя Агостино Тасси более работал как художник-фрескист, он также писал картины, среди них: «Отплытие царицы Савской» (ок. 1610) и «Въезд Таддео Барберини через Порта-дель-Пополо» (1632). Изображения «ноктюрнов» (ночных сцен) работы Тасси оказали определённое влияние на голландского художника Леонарда Брамера.

## Обвинение в изнасиловании
В 1612 году Агостино Тасси был признан виновным в изнасиловании Артемизии Джентилески, талантливой художницы и дочери Орацио Джентилески. Первоначально Тасси отрицал обвинение, заявив: «Никогда не имел я плотских отношений и не пытался иметь их с упомянутой Артемизией … Я никогда не был в доме Артемизии наедине с нею». Далее он утверждал, что посетил её дом, чтобы защитить её честь. Ранее Тасси уже сталкивался с законом и обвинялся в изнасиловании своей невестки и одной из прежних жён. Его нынешняя жена некоторое время числилась пропавшей без вести, и считалось, что Тасси нанял бандитов, чтобы убить её.
В ходе последующего семимесячного судебного разбирательства, унизительного и мучительного для Артемизии, было обнаружено, что Агостино Тасси планировал убить свою жену, совершил кровосмесительный акт со своей невесткой и планировал украсть некоторые картины из дома Орацио Джентилески. По итогу судебного процесса Тасси был заключён в тюрьму на два года. Позднее приговор был обжалован, и Тасси был освобождён в 1613 году. Этот судебный процесс существенно повлиял на жизнь и творчество Артемизии Джентилески, частными сюжетами её картин стали сюжеты о Юдифи, обезглавливающей Олоферна, Кориске и сатире, Медее, Самсоне и Далиле, Иаиль и Сисара.

## В культуре
В фильме 1997 года «Артемизия», режиссёром которого является Аньес Мерле, с Валентиной Черви в главной роли, роль Агостино Тасси играет сербский актёр Мики Манойлович. Фильм, вопреки принятым историческим фактам, изобразил отношения между Агостино Тасси и Артемизией Джентилески как взаимную страсть.

## Галерея
- Богиня Диана на охоте. Ок. 1625. Бумага, перо, кисть, коричневые чернила. Метрополитен-музей, Нью-Йорк
- Фрески Зала конюхов. Палаццо Ланчелотти, Рим
- Отплытие царицы Савской. Ок. 1615. Холст, масло. Частное собрание
- Морская сцена. Ок. 1620. Холст, масло. Ратуша, Сартен
- Буря на море. 1628—1630. Холст, масло. Палаццо Барберини, Рим
- Соревнование на Капитолийском холме. 1630. Холст, масло. Капитолийские музей, Рим
- Прибытие Клеопатры на Тарс. 1637—1638. Холст, масло
- Ловцы кораллов. Ок. 1622. Холст, масло. Частное собрание
- Пейзаж со сценой колдовства. 1620—1644. Холст, масло. Художественный музей Уолтерса, Балтимор, США